# Kasteel Kewith
Kasteel Kewith, ook wel bekend als Kasteel Kiewit, is een herenhuis te Gellik, gelegen aan Kewithstraat 57-61.

## Geschiedenis
Het Kasteel Kewith en de bijbehorende hoeve waren eigendom van de Cellebroeders van Maastricht, doch in 1798 werden de goederen door de Franse autoriteiten onteigend en verkocht aan een particulier, Jean François Xavier Breuls, die rechter was te Maastricht. Deze familie bleef gedurende de 19e eeuw eigenaar. Henri Breuls was burgemeester van Gellik van 1848-1875.
De kern van het huis is van omstreeks 1700. Het huidige, neoclassicistische, uiterlijk stamt uit de 2e helft van de 19e eeuw.

## Hoeve
Bij het kasteeltje behoort ook een hoeve. Deze is ontstaan in de 18e eeuw, maar het uiterlijk van het woonhuis is laatclassicistisch (Louis-Philippestijl) en stamt van 1834. Gedurende de 19e eeuw werd het complex uitgebouwd tot een vierkantshoeve. Tijdens de Tweede Wereldoorlog heeft de inwonende familie Sampers geallieerden laten onderduiken. Spannende tijden braken aan toen gedurende een korte periode de Duitse bezetters werden ingekwartierd in een andere vleugel dan waar de onderduikers zaten. Mw Gertrude Sampers heeft na de oorlog als dank een verklaring ontvangen van de latere president D Eisenhower [destijds opperbevelhebber van de Geallieerde Strijdkrachten].
Tegenwoordig fungeert de hoeve als hotel.